# International Science and Engineering Fair
Regeneron International Science and Engineering Fair (Regeneron ISEF) — Всемирный смотр-конкурс научных и инженерных достижений школьников, ежегодно проходит в США и координируется авторитетной некоммерческой организацией Science Service.
Regeneron ISEF — это международное мероприятие для подростков от 13 лет до 18 лет. Всемирный Конкурс ставит своей целью не только выявление и поддержку талантливых молодых учёных, но и развитие исследований в области прикладных и фундаментальных наук, а также технического творчества. Он неизменно собирает более 2000 участников из более чем 65 стран мира.
Российскими аффилированными, то есть выступающими в качестве отборочных, с ISEF конкурсами являются «Юниор», Всероссийская научно-практическая конференция одарённых школьников «Авангард», Балтийский научно-инженерный конкурс, конкурс «Ученые будущего», Приволжский конкурс исследовательских работ школьников РОСТ ISEF, г. Нижний Новгород, и «Династия».

## Премии
На ярмарке вручается несколько особых наград, в том числе нижеприведённые.
- Intel Best of Category Awards — 5000-долларовая премия для авторов проекта и грант на 1000 долларов для школы, в которой они учатся[2]
- Премия имени Гордона Мура: стипендия в размере 75 000 долларов США, названная именем сооснователя Интел Гордона Мура, вручается лучшим среди победителей в номинации «Intel Best of Category». Выбор производится на основании оценки инновационности и потенциала исследования, его будущего влияния на отрасль науки и мир в целом. В 2012 году эту премию получил Джек Андрака, изобретатель быстрого и дешёвого способа ранней диагностики рака поджелудочной железы[3].
- Премия молодым учёным: вручается двоим лучшим проектам среди получивших премию Best in Category. Размер премии — 50 000 долларов.
- Премия имени Дадли Хершбаха вручается достигшим 18-летия учёным и даёт право бесплатно посетить церемонию вручения Нобелевской премии, а также Стокгольмский международный семинар молодых учёных[англ.].
- Премия Конкурса Европейского Союза для молодых учёных[англ.] оплачивает путешествие на конкурс в Европу.